# Hodgeman County
Hodgeman County ist ein County im Bundesstaat Kansas der Vereinigten Staaten. Der Verwaltungssitz (County Seat) ist Jetmore. Das U.S. Census Bureau hat bei der Volkszählung 2020 eine Einwohnerzahl von 1723 ermittelt.

## Geographie
Das County liegt im mittleren Südwesten von Kansas und hat eine Fläche von 2228 Quadratkilometern, wovon ein Quadratkilometer Wasserfläche ist. Es grenzt im Uhrzeigersinn an folgende Countys: Ness County, Pawnee County, Edwards County, Ford County, Gray County und Finney County.

## Geschichte
Hodgeman County wurde am 26. Februar 1867 gebildet. Benannt wurde es nach Amos Hodgman, einem Offizier im Amerikanischen Bürgerkrieg.
Drei Bauwerke des Countys sind im National Register of Historic Places eingetragen (Stand 30. August 2017).

## Demografische Daten
Nach der Volkszählung im Jahr 2000 lebten im Hodgeman County 2085 Menschen in 796 Haushalten und 581 Familien im Hodgeman County. Die Bevölkerungsdichte betrug 1 Einwohner pro Quadratkilometer. Ethnisch betrachtet setzte sich die Bevölkerung zusammen aus 97,31 Prozent Weißen, 0,91 Prozent Afroamerikanern, 0,24 Prozent amerikanischen Ureinwohnern und 0,48 Prozent aus anderen ethnischen Gruppen; 1,06 Prozent stammten von zwei oder mehr Ethnien ab. 2,69 Prozent der Bevölkerung waren spanischer oder lateinamerikanischer Abstammung.
Von den 796 Haushalten hatten 34,7 Prozent Kinder unter 18 Jahren, die mit ihnen gemeinsam lebten. 65,1 Prozent waren verheiratete, zusammenlebende Paare, 4,4 Prozent waren allein erziehende Mütter und 27,0 Prozent waren keine Familien. 24,7 Prozent aller Haushalte waren Singlehaushalte und in 14,2 Prozent lebten Menschen mit 65 Jahren oder darüber. Die Durchschnittshaushaltsgröße betrug 2,58 und die durchschnittliche Familiengröße betrug 3,09 Personen.
29,0 Prozent der Bevölkerung waren unter 18 Jahre alt. 4,7 Prozent zwischen 18 und 24 Jahre, 25,2 Prozent zwischen 25 und 44 Jahre, 22,1 Prozent zwischen 45 und 64 Jahre und 19,0 Prozent waren 65 Jahre alt oder älter. Das Durchschnittsalter betrug 40 Jahre. Auf 100 weibliche Personen kamen 97,3 männliche Personen. Auf 100 erwachsene Frauen ab 18 Jahren kamen 96,9 Männer.
Das jährliche Durchschnittseinkommen eines Haushalts betrug 35.994 USD, das Durchschnittseinkommen einer Familie betrug 39.358 USD. Männer hatten ein Durchschnittseinkommen von 27.568 USD, Frauen 21.534 USD. Das Prokopfeinkommen betrug 15.599 USD.
10,7 Prozent der Familien und 11,5 Prozent der Bevölkerung lebten unterhalb der Armutsgrenze.

## Orte im County
- Bosse
- Gray
- Hanston
- Jetmore
- Orwell

Townships
- Benton Township
- Center Township
- Hallet Township
- Marena Township
- North Roscoe Township
- Sawlog Township
- South Roscoe Township
- Sterling Township
- Valley Township